# Rimediazione
media stessi. I mezzi di comunicazione hanno bisogno l’uno dell’altro per poter funzionare.»
(Bolter, Jay David, Grusin, Richard, "Remediation. Competizione e integrazione tra media vecchi e nuovi")
La rimediazione (in inglese, remediation) è un neologismo coniato da Jay David Bolter e Richard Grusin: esso è la rappresentazione di un  medium di massa in un altro, ovvero l'utilizzo di alcune caratteristiche tipiche del primo all'interno di un altro. In generale si parla di rimediazione dei media analogici da parte di quelli digitali (es. la pagina di un portale web, rimedia quella di un quotidiano stampato).
In "Remediation: Understanding New Media", Bolter e Grusin definiscono la rimediazione come una caratteristica distintiva dei nuovi media digitali: i media interagiscono continuamente tra di loro, in un continuo processo di confronto e integrazione, facendo sì che un medium sia in realtà un ibrido di diversi elementi.
La rimediazione digitale adatta i contenuti dei vecchi media al formato di quelli nuovi: si crea così un facsimile del vecchio contenuto, come se quest'ultimo sia migrato nel nuovo medium senza subire alterazioni.
Il termine, coniato da Jay David Bolter e Richard Grusin, nasce da una intuizione di Marshall McLuhan: "il contenuto di un medium è sempre un altro medium". Mc Luhan pensava la rimediazione come una modalità di prestito tra media, basata sulla incorporazione o rappresentazione di un altro medium.  
La rimediazione si basa su due logiche contraddittorie:
- la logica dell'immediatezza (in inglese, immediacy);
- la logica dell'ipermediazione (in inglese, hypermediacy).